# Pah Wongso Tersangka
Pah Wongso Tersangka (letteralmente, in italiano, Pah Wongso diventa un sospetto) è un film del 1941 realizzato nelle Indie orientali olandesi. Diretto da Wu Tsun per la Star Film e interpretato da L. V. Wijnhamer Jr., S Waldy e Sylvia Hatjirah, è il seguito del primo lungometraggio della casa cinematografica, Pah Wongso Pendekar Boediman, di poco precedente. La storia, scritta da Saeroen (al suo primo lavoro per la Star), è incentrata sui tentativi di Pah Wongso di dimostrare la sua innocenza dopo essere stato accusato di estorsione. Come tutte le produzioni della compagnia cinematografica, è considerato perduto.

## Distribuzione e conservazione
Pah Wongso Tersangka ebbe la prima nel dicembre 1941 ed è riportato che venne ben accolto. Presentato anche con il titolo olandese Pah Wongso Keert Terug, venne stimato perfetto per ogni tipo di pubblico. Una pubblicità del Soerabaijasch Handelsblad lo definì «eccitante», ed enfatizzò i molteplici ruoli ricoperti da Wijnhamer. Una trasposizione letteraria fu pubblicato più tardi sempre in quell'anno da Kolff-Buning di Yogyakarta.

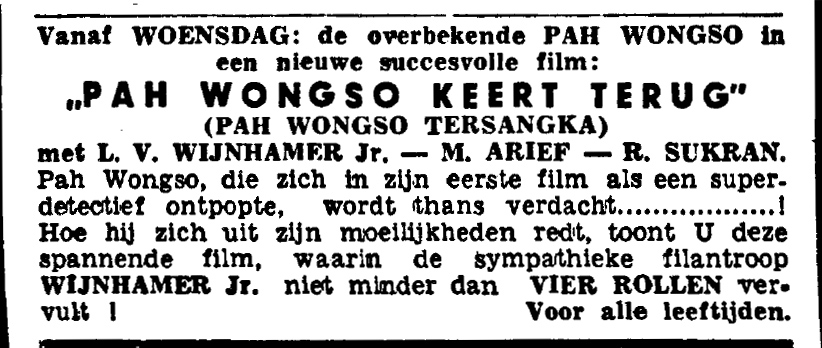
Una pubblicità del film su un quotidiano di Surabaya

Mentre veniva proiettato nei cinema, Star Film stava già lavorando al prossimo film, Ajah Berdosa, che sarebbe uscito a gennaio 1942 e che avrebbe rappresentato la sua ultima produzione. Infatti quando l'Impero del Giappone invase le Indie nel marzo di quell'anno, tutte le case cinematografiche vennero chiuse. Quando l'industria riprese vigore ne 1948, Waldy fu l'ultimo membro del cast a poter lavorare; a partire da Air Mata Mengalir di Tjitarum (1949), recitò in oltre quaranta pellicole prima della sua morte, avvenuta nel 1968. Per lo storico JB Kristanto Pah Wongso Tersangka è l'unico lungometraggio in cui abbiano mai recitato sia Sarip che Hatjirah. Si reputa inoltre l'ultimo di Wijnhamer.
Si ritiene che esso sia ora perduto, dato che tutti i film dell'epoca erano stati girati su pellicole di nitrato di cellulosa infiammabili e che il magazzino della Produksi Film Negara, dove erano conservati, venne distrutto da un incendio nel 1952, appiccato forse deliberatamente per eliminare le bobine in nitrato. Di fatto l'antropologo visuale statunitense Karl G. Heider suggerì che ogni opera cinematografica indonesiana realizzata prima degli anni Cinquanta sia ormai da considerare irrecuperabile. Tuttavia, lo storico del cinema JB Kristanto, nel suo Katalog Film Indonesia 1926-1995, riporta che diversi lungometraggi sopravvissero negli archivi della Sinematek Indonesia e il collega Misbach Yusa Biran aggiunge, scrivendo nel suo saggio Sejarah Film 1900–1950: Bikin Film di Jawa del 2009, che a salvarsi furono numerosi film di propaganda giapponesi, sfuggiti al Servizio informazioni del governo olandese.